# Renato Veiga
Renato Palma Veiga (Lisboa, 29 de julio de 2003) es un futbolista portugués que juega de defensa en el Chelsea F. C. de la Premier League de Inglaterra.

## Trayectoria
Nació en Lisboa, Portugal. Ingresó en la academia del Sporting C. P. en 2010, luego pasó al Real Massamá, antes de reincorporarse al Sporting C. P. en 2019.
Debutó con el Sporting C. P. "B" ante el Cova Piedade sub-23 el 12 de septiembre de 2020. El 31 de octubre de 2020, marcó su primer gol contra el Marítimo sub-23.
A finales de enero de 2023 fichó por el F. C. Augsburgo en lo que iba a ser una cesión de un año, hasta el 31 de diciembre de 2023. Debutó en la Bundesliga el 11 de febrero de 2023 en una derrota por 3-1 contra el 1. F.S.V. Mainz 05. Sin embargo, el 15 de agosto el club anunció que, tras analizar los seis primeros meses junto al jugador, había tomado la decisión de poner fin anticipadamente al préstamo.
El 28 de agosto de 2023 el F. C. Basilea anunció su fichaje con un contrato de cuatro años. Al parecer, el precio de la operación fue de 4.6 millones de euros, y el Sporting se reservó una cláusula de venta del 10%. Al día siguiente se incorporó al primer equipo del Basilea durante la temporada 2023-24 bajo la dirección del entrenador Timo Schultz.
Debutó en la liga nacional con su nuevo club en el partido disputado en casa en el St. Jakob-Park el 3 de septiembre, jugando en el once inicial. Marcó su primer gol con el equipo en el mismo partido, un excelente gol de falta, cuando el Basilea empató 2-2 con el F. C. Zürich. Fue nombrado mejor jugador de la semana por la Superliga suiza.
El 12 de julio de 2024 firmó un contrato de siete años con el Chelsea F. C. con un año más de opción. Según los informes, los honorarios ascendieron a 14 millones de euros. El 18 de agosto debutó con el club, como suplente, en la derrota por 2-0 contra el Manchester City F. C. en liga. En sus primeros meses en Londres disputó dieciocho partidos, en los que marcó dos goles, y en enero de 2025 fue cedido a la Juventus F. C.

## Selección nacional
Es internacional juvenil con Portugal, con la que ha jugado hasta la sub-20.
Fue convocado por primera vez con la selección nacional de Portugal para los partidos de la Liga de Naciones de la UEFA contra Croacia y Escocia en septiembre de 2024. Hizo su debut el siguiente mes de octubre en la misma competición frente a Polonia.

## Vida personal
Es hijo del futbolista internacional caboverdiano Nélson Veiga.

## Estadísticas

### Clubes
Actualizado al último partido disputado el 12 de diciembre de 2024.
| Club                        | Div.          | Temporada     | Liga  | Liga  | Liga   | Copas nacionales | Copas nacionales | Copas nacionales | Copas internacionales | Copas internacionales | Copas internacionales | Total | Total | Total  |
| Club                        | Div.          | Temporada     | Part. | Goles | Asist. | Part.            | Goles            | Asist.           | Part.                 | Goles                 | Asist.                | Part. | Goles | Asist. |
| --------------------------- | ------------- | ------------- | ----- | ----- | ------ | ---------------- | ---------------- | ---------------- | --------------------- | --------------------- | --------------------- | ----- | ----- | ------ |
| Sporting C. P. "B" Portugal | 3.ª           | 2021-22       | 16    | 1     | 0      | —                | —                | —                | —                     | —                     | —                     | 16    | 1     | 0      |
| Sporting C. P. "B" Portugal | 3.ª           | 2022-23       | 15    | 3     | 0      | —                | —                | —                | —                     | —                     | —                     | 15    | 3     | 0      |
| Sporting C. P. "B" Portugal | Total club    | Total club    | 31    | 4     | 0      | 0                | 0                | 0                | 0                     | 0                     | 0                     | 31    | 4     | 0      |
| F. C. Augsburgo · Alemania  | 1.ª           | 2022-23       | 13    | 0     | 0      | —                | —                | —                | —                     | —                     | —                     | 13    | 0     | 0      |
| F. C. Augsburgo · Alemania  | Total club    | Total club    | 13    | 0     | 0      | 0                | 0                | 0                | 0                     | 0                     | 0                     | 13    | 0     | 0      |
| F. C. Basilea · Suiza       | 1.ª           | 2023-24       | 23    | 2     | 1      | 3                | 0                | 0                | —                     | —                     | —                     | 26    | 2     | 1      |
| F. C. Basilea · Suiza       | Total club    | Total club    | 23    | 2     | 1      | 3                | 0                | 0                | 0                     | 0                     | 0                     | 26    | 2     | 1      |
| Chelsea F. C. Inglaterra    | 1.ª           | 2024-25       | 7     | 0     | 0      | 2                | 0                | 0                | 7                     | 2                     | 1                     | 16    | 2     | 1      |
| Chelsea F. C. Inglaterra    | Total club    | Total club    | 7     | 0     | 0      | 2                | 0                | 0                | 7                     | 2                     | 1                     | 16    | 2     | 1      |
| Total carrera               | Total carrera | Total carrera | 74    | 6     | 1      | 5                | 0                | 0                | 7                     | 2                     | 1                     | 86    | 8     | 2      |

## Palmarés

### Títulos internacionales
| Título                      | Club (*)              | Sede     | Año  |
| --------------------------- | --------------------- | -------- | ---- |
| Liga de Naciones de la UEFA | Selección de Portugal | Alemania | 2025 |

(*) Incluyendo la selección.